# Estocolmo (serie de televisión)
Estocolmo es una serie de televisión argentina creada por Diego Palacio y Nacho Viale, y protagonizada por Juana Viale y Luciano Cáceres. Se estrenó el 11 de noviembre de 2016, siendo la primera serie en verse en Netflix Argentina.
La serie contaron con financiación oficial vía INCAA y el antiguo Ministerio de Planificación.

## Reparto
- Luciano Cáceres  como Franco Bernal.
- Juana Viale  como Rosario Santa Cruz.
- Esteban Lamothe como Gonzalo
- Jorge Marrale  como Alfredo Santa Cruz
- Leonor Benedetto  como Isabel
- Liz Solari  como Larissa Torres
- María Onetto  como Monica Torres
- Martín Slipak  como novio de Larissa
- Mariano Torre  como cronista
- Héctor Díaz  como asistente de Isabel
- Fernanda Mistral  como mamá de Gonzalo y Franco
- Emilio Disi
- Germán De Silva
- Adriana Barraza
- Matías Marmorato
- Nicolás Pauls
- Patricio Contreras
- Pia Galeano como Sabrina
- Juan Carlos Puppo
- María Zamarbide
- Ariel Pérez de María
- Nicolás Condito
- Malena Sánchez
- Iride Mockert
- Jorge Nolasco
- Debora Plager

## Trama
La serie se desarrolla en dos periodos de tiempo, uno ambientado tres años después de los hechos del otro, y cada episodio avanza las tramas ambientadas en cada periodo. En el primer período de tiempo, Rosario Santa Cruz (Juana Viale) es una famosa reportera de televisión, cubriendo historias sobre víctimas de prostitución forzada. Franco Vernal (Luciano Cáceres) es fiscal, trabaja en esos casos y trata de acabar con las redes de trata de personas. Su medio hermano, conocido como "agente H" (Esteban Lamothe), trabaja como topo, infiltrándose en esas redes. Después del secuestro de Rosario, el agente H la rescata y mata a todos los miembros de la red durante la fuga. Se convierte en un justiciero, matando al personal de cabarets enteros para liberar a las prostitutas allí cautivas. Franco recibe la orden de encontrar y detener al agente H, pero se niega a matarlo y le permite escapar. En el segundo período de tiempo, Franco y Rosario están a punto de casarse, y Franco se postula a la vicepresidencia del partido conservador, pero sus planes se complican con el regreso del agente H.

## Recepción
En IMDb posee una puntuación de 6,1/10, mientras que en FilmAffinity es de 4,8/10.